# Robert Sidney Foster
Robert Sidney Foster (ur. 29 sierpnia 1913, zm. 12 października 2005 w Cambridge) – angielski działacz państwowy, wieloletni urzędnik administracji kolonialnej, gubernator i gubernator generalny Fidżi.
Pozostawał w służbie administracyjnej od 1936. Pracował w Północnej Rodezji i Malawi (Nyasaland), m.in. na stanowisku zastępcy gubernatora Nyasaland. W latach 1964–1968 był wysokim komisarzem na Zachodnim Pacyfiku. W grudniu 1968 został mianowany gubernatorem Fidżi; w czasie pełnienia przez niego tej funkcji Fidżi ogłosiło niepodległość (10 października 1970). W niepodległym państwie (w ramach Brytyjskiej Wspólnoty Narodów) pozostał na stanowisku gubernatora generalnego, do 1973. Był jedynym Brytyjczykiem pełniącym tę funkcję, jego następcami byli mieszkańcy Fidżi. W 1973 przeszedł w stan spoczynku.
Był żonaty od 1947 z Madge Walker (zm. 1991).